# Maurice Bardèche
Maurice Bardèche (Dun-sur-Auron, 1º agosto 1907 – Canet-en-Roussillon, 30 luglio 1998) è stato un saggista, giornalista e critico d'arte francese, conosciuto soprattutto per la sua attività di pubblicista neofascista e negazionista dell'Olocausto dopo la Seconda guerra mondiale: antisemita pesantemente influenzato dall'intellettuale ultra-nazionalista e leader dell'Action française (AF) Charles Maurras, ha supportato l'ideologia della Révolution nationale e la collaborazione tra lo Stato francese di Vichy ed il Terzo Reich. Bardèche fu anche il cognato di Robert Brasillach, giustiziato dopo la liberazione.

## Terza Repubblica e Vichy
Nato in una modesta famiglia di Dun-sur-Auron, nel dipartimento di Cher il 1º ottobre 1907, Bardèche completò i suoi studi superiori presso il prestigioso Lycée Louis-le-Grand di Parigi. Qui incontrò Thierry Maulnier ed il suo futuro cognato Robert Brasillach, con i quali stabilirà una relazione intellettuale e d'amicizia durante tutta la vita.
Nel 1928 entrò nella École normale supérieure (ENS), dove incontrò la filosofa Simone Weil, Claude Jamet, Jacques Soustelle, Roger Vailland e Georges Pompidou, futuro Presidente di Francia. Nel 1934 sposò la sorella di Brasillach, Suzanne, da cui ebbe tre figli. Durante il viaggio di nozze in Spagna ebbe un incidente automobilistico con frattura del cranio, di cui portò i segni sulla fronte per tutta la vita.
Bardèche iniziò a farsi conoscere scrivendo per i giornali di Brasillach e Maulnier (1933, 1934, 1935), dove si occupava di cronaca letteraria. Durante la Guerra civile spagnola (1936-1939), viaggiò spesso nel paese e scrisse con Brasillach una Storia della Guerra Civile Spagnola, in cui invocava la difesa, anche violenta dell'ordine e del franchismo. Sedotto dalla Falange di José Antonio Primo de Rivera, inizia in questo periodo il suo supporto al fascismo. Con Brasillach ha anche scritto una Storia del Cinema (1935).
Bardèche completò la sua tesi su Balzac nel 1940, intitolata La formation de l'art du roman chez Balzac jusqu'à la publication du Père Goriot, dalla quale avrebbe pubblicato una biografia, Balzac romancier. Continuò ad insegnare alla Sorbona dopo la proclamazione del regime di Vichy, trasferendosi all'Université des Sciences et Technologies de Lille dal 1942 al 1944. Divenne allora noto per i suoi lavori critici.
Inizialmente realista orleanista, Bardèche iniziò a scrivere per il giornale fascista Je suis partout nel 1938, virando dai sentimenti antitedeschi dell'Action Française al filo-nazismo che divenne esplicito con la sconfitta della Francia nel 1940 e l'armistizio. Durante l'occupazione tedesca sostenne il Maresciallo Pétain e il Governo di Vichy, guidato dal maresciallo e da Pierre Laval.

## Dopo la II Guerra Mondiale
Dopo la liberazione, fu arrestato per collaborazionismo ma rilasciato presto, mentre suo cognato Robert Brasillach fu condannato a morte e giustiziato per "intelligenza con il nemico". Egli denunciò la sua morte come "criminale"; la morte di Brasillach, a cui era molto legato, lo colpì profondamente, dichiarando che fu questo fatto a trasformarlo in un "animale politico" che avrebbe dedicato, secondo le sue parole, la vita all'odio verso il marxismo e a riabilitare il fascismo.
A Bardèche, proscritto, fu proibito tenere corsi nella pubblica istruzione. Allora creò la sua casa editrice, Les Sept Couleurs (I Sette Colori, dal titolo di un famoso romanzo di suo cognato), e fondò una rivista di destra, la Défense de l'Occident nel 1952, dedicandosi a riabilitare le opere e l'ideologia di Brasillach.
Scrisse una Lettre à François Mauriac nel 1947, in cui attaccava la "épuration légale" dei collaborazionisti di Vichy, difese il collaborazionismo e criticò i resistenti che chiamò "ribelli alla legalità". Il seguito, del 1948, Nuremberg ou la Terre Promise, dove considera illegale e amorale il giudizio degli Alleati nei confronti degli esponenti del Terzo Reich ai Processi di Norimberga, è considerato uno dei primi esempi di letteratura negazionista dell'Olocausto. Questa pubblicazione, stampata in 25 000 copie, gli costò una condanna e 50.000 franchi di multa. Recidivo, pubblicò Nuremberg II ou les Faux-Monnayeurs e fu condannato ad un anno di prigione per apologia dei crimini di guerra e l'interdizione della vendita del libro. Crebbe così la sua fama di pensatore di punta del neofascismo. Comunque, Bardèche stette in prigione a Fresnes, nel 1954, solo poche settimane, dopo le quali fu graziato dal Presidente René Coty.
Fu uno dei fondatori del Movimento Sociale Europeo (MSE) nel 1951 e divenne vicepresidente dell'organizzazione di estrema destra che vedeva riuniti uomini politici come Oswald Mosley, Karl-Heinz Priester, Per Engdahl e Ernesto Massi. La sua rivista, Défense de l'Occident, dal 1952 al 1982 espose le stesse idee di un nazionalismo europeo.
Nel 1952 scrisse un altro libro negazionista, che traeva fondamento dalle tesi di Paul Rassinier e ispirerà con lui Robert Faurisson.
A differenza di altri negazionisti dell'Olocausto, Bardèche non tentò di nascondere il suo fascismo, dichiarando anzi esplicitamente, nell'introduzione alla sua famosa opera del 1961 Qu'est-ce que le fascisme?, "Io sono uno scrittore fascista". Fu particolarmente attratto dall'esperienza storica della Repubblica Sociale Italiana ed utilizzò quel modello come base per una ideologia più conforme ai tempi, da lui denominata "fascismo perfezionato".
Alla sua morte (1998), Jean Marie Le Pen, leader del Front National francese, lo ricordò come "un profeta della rinascita Europea, per la quale ha a lungo sperato".
Venne sepolto nel cimitero parigino di Charonne.

## Opere
- (FR)  Histoire du cinéma (con Robert Brasillach), Denoël et Steele, 1935, ed. completata nel 1943.
- (FR)  Histoire de la guerre d'Espagne (con Robert Brasillach), Plon, 1939.
- (FR)  Balzac romancier: la formation de l'art du roman chez Balzac jusqu'à la publication du père Goriot (1820-1835), Plon, 1940. ed rivista nel 1943.
- (FR)  Lettre à François Mauriac, La Pensée libre, 1947.
- (FR)  Stendhal romancier, La Table ronde, 1947.
- (FR)  Nuremberg ou la Terre promise, Les Sept Couleurs, 1948.
- (FR)  Nuremberg II ou les Faux-Monnayeurs, Les Sept Couleurs, 1950.
- (FR)  L'Europe entre Washington et Moscou, R. Troubleyn, 1951.
- (FR)  L'Œuf de Christophe Colomb. Lettre à un sénateur d'Amérique, Les Sept Couleurs, 1952.
- (FR)  Les Temps modernes, Les Sept Couleurs, 1956.
- (FR)  Suzanne et le taudis, Plon, 1957.
- (FR)  Qu'est-ce que le fascisme?, Les Sept Couleurs, 1961.
- (FR)  Histoire des femmes (2 vol.), Stock, 1968.
- (FR)  Sparte et les Sudistes, Les Sept Couleurs, 1969.
- (FR)  Marcel Proust, romancier, Les Sept Couleurs, 1971.
- (FR)  L'Œuvre de Flaubert, Les Sept Couleurs, 1974.
- (FR)  Balzac, Juillard, 1980.
- (FR)  Louis-Ferdinand Céline, La Table Ronde, 1986.
- (FR)  Léon Bloy, La Table Ronde, 1989.
- (FR)  Souvenirs, Buchet-Chastel, 1993.

## Opere tradotte in italiano
- I servi della democrazia, Milano, Longanesi, 1949.
- L'uovo di Colombo: lettera a un senatore americano, Milano, Longanesi, 1952.
- Che cos'è il fascismo, Roma, Volpe, 1963.
- I fascismi sconosciuti, Roma, Ciarrapico, 1969.
- L'aggressione sionista, Padova, Edizioni di Ar, 1970.
- Fascismo '70: Sparta e i Sudisti, Milano, Edizioni del Borghese, 1970.
- Storia della donna, Milano, Mursia, 1973.
- Sei risposte a Renzo De Felice, Roma, Volpe, 1976. (con Gottfried Eisermann, Enzo Erra, Julien Freund, A. James Gregor, Giovanni Volpe)
- Norimberga o la terra promessa, Genova, Effepi, 2000.
- Introduzione a Honoré de Balzac, Papà Goriot, Milano, Mondadori, 1994.